# I soliti ignoti vent'anni dopo
I soliti ignoti vent'anni dopo és una pel·lícula italiana del 1985 dirigida per Amanzio Todini. És la seqüela de I soliti ignoti (1958) i Audace colpo dei soliti ignoti (1959).

## Argument
Després de vint anys, Tiberio surt de la presó per trobar una Roma profundament canviada. Torna a casa amb la seva dona Teresa, per aconseguir les càmeres, les lents, els filtres; en canvi, troba l'armari ocupat per les pintures i vernissos de l'home nou de la dona. Aquest home groller, que de tant en tant treballa com a pintor de cases, li revela que la Teresa ho ha venut tot per poder pagar els advocats, i trenca el simulacre d'una càmera feta a la presó amb pa ratllat per Tiberi, i després el persegueix brutalment per l’habitació. Tiberio s'adapta a dormir dins d'un cotxe abandonat a la ferralla davant de casa seva.
Mentrestant, el seu fill Brunino ha tornat de Milà i immediatament interromp l'intent de robatori del seu pare. Ara resignat a reprendre la seva antiga activitat, Tiberio va a visitar el seu vell amic Ferribotte, un treballador de la benzinera i gairebé tancat a casa per la seva germana emancipada Carmelina, per preguntar-li on pot trobar Peppe er Pantera.
Allà també va conèixer a Augusto Cruciani, fill de Dante Cruciani que vint anys abans havia instruït a Tiberio i a la seva colla sobre els mètodes per obrir una caixa forta, avui còmplice de Ferribotte en el comerç de medicaments robats a l'hospital. Quan es a casa d'en Peppe per buscar un lloc a l’atracament que estava organitzant, Tiberio és rebutjat per la necessitat d'en Peppe d'enrolar una dona de mitjana edat per l’atracament. Amb un intent desesperat d'enrolar-se de totes maneres, Tiberio es presenta vestit de dona a la cita que Peppe tenia amb una altra dama. Després d'haver descobert la seva disfressa, en Peppe esclata a riure sorollosament que, a causa de la seva avançada edat, li provoca trombosi i paràlisi i la posterior hospitalització sota la cura d'Augusto Cruciani. Aleshores, Tiberio decideix ocupar el lloc de Peppe en l'organització i la gestió de tota l'operació, intentant rehabilitar-se amb el seu amic.
Augusto Cruciani contribuisce all'operazione fornendo la casa di Tivoli, la macchina e la donna, Marisa. Tiberio recluta anche suo figlio Brunino, il neonato di Marisa e la portinaia del suo vecchio palazzo, ai quali si aggiunge anche Ferribotte. Il gruppo si mette in marcia verso Trieste dove hanno appuntamento con alcune persone per farsi consegnare il denaro da portare oltreconfine. Dopo varie difficoltà, il gruppo giunge a Trieste e grazie all'astuzia di Brunino passa la frontiera. Una volta consegnati i soldi, al gruppo viene detto di aspettare il pomeriggio per riprendere la strada.
Durante il viaggio di ritorno Tiberio si rende conto che il sedile del pulmino è stato cambiato e dopo aver lasciato Brunino alla stazione dei pullman per Milano, scopre assieme a Ferribotte che dietro al sedile in realtà è nascosta della cocaina. Vengono colti sul fatto dal mandante dell'operazione che lascia loro i soldi pattuiti e se ne va con il pulmino carico di droga. Mentre Tiberio, Ferribotte e l'anziana rientrano a Roma in treno, il pulmino carico di droga viene fermato dai carabinieri: il malvivente cerca di fuggire ma viene colpito dai proiettili sparati dai militari, mentre il capo riesce ad allontanarsi a bordo di un'altra auto, rinunciando così al carico. Sul treno, nel frattempo, il viaggio di Tiberio si trasforma ben presto in un viaggio nei ricordi, rimpiangendo assieme a Ferribotte i tempi andati. Maturano infine la volontà di lasciare Roma, ormai troppo cambiata per loro, e di ritirarsi in un paesino fuori porta dove trascorrere serenamente il resto della loro vita. Durante la festa di compleanno di Peppe, mentre tutti festeggiano non solo il compleanno ma anche la riuscita dell'operazione, uno dei trafficanti spara a Peppe, uccidendolo.
Augusto Cruciani contribueix a l'operació aportant la casa a Tívoli, el cotxe i la dona, Marisa. Tiberio també recluta el seu fill Brunino, nounat de Marisa i conserge del seu antic palau, al qual també s'afegeix Ferribotte. El grup marxa cap a Trieste on tenen una cita amb algunes persones per fer-los arribar els diners per travessar la frontera. Després de diverses dificultats, el grup arriba a Trieste i gràcies a l'astúcia de Brunino creuen la frontera. Un cop lliurats els diners, es diu al grup que espereu a la tarda per tornar a la carretera.
Durant el viatge de tornada en Tiberio s'adona que el seient del microbús ha estat canviat i després de deixar Brunino a l'estació d'autobusos cap a Milà, descobreix juntament amb Ferribotte que la cocaïna s'amaga realment darrere del seient. Són atrapats en l’acte per l'instigador de l'operació que els deixa els diners pactats i se'n va amb el microbús ple de droga. Mentre Tiberio, Ferribotte i la vella tornen a Roma amb tren, el microbús carregat de droga és aturat per la policia: el criminal intenta fugir però rep bales disparades pels militars, mentre el líder aconsegueix fugir a bord d'un altre cotxe, deixant així la càrrega. Al tren, mentrestant, el viatge de Tiberio aviat es converteix en un viatge pel camí de la memòria, lamentant els temps passats juntament amb Ferribotte. Finalment desenvolupen el desig d'abandonar Roma, que ara ha canviat massa per a ells, i de retirar-se a un petit poble fora de la ciutat on poden passar la resta de la seva vida en pau. Durant la festa d'aniversari d'en Peppe, mentre tothom celebra no sols l'aniversari sinó també l'èxit de l'operació, un dels traficants dispara en Peppe i el mata.

## Repartiment
- Marcello Mastroianni - Tiberio
- Vittorio Gassman - Peppe il pantera
- Tiberio Murgia - Ferribotte
- Clelia Rondinella - Marisa
- Giorgio Gobbi - Brunino
- Gina Rovere - Teresa
- Francesco De Rosa - Augusto
- Alessandra Panelli - Esposa d'Augusto
- Alessandro Gassman
- Giovanni Lombardo Radice - El jove elegant
- Pasquale Africano - Cosí calabrès
- Rita Savagnone - La germana de Ferribotte
- Concetta Barra - La senyora Italia